# ستيفن والت
ستيفن والت (بالإنجليزية: Stephen Walt)‏ هو عالم سياسة أمريكي، ولد في 2 يوليو 1955 في لوس ألاموس في الولايات المتحدة.

## وصلات خارجية
- ستيفن والت على موقع أرشيف الشارخ.
- الموقع الرسمي
- ستيفن والت على موقع ميوزك برينز (الإنجليزية)